# Тринидадски тайфунник
Тринидадски тайфунник (Pterodroma arminjoniana) е вид птица от семейство Procellariidae. Видът е световно застрашен, със статут Уязвим.

## Разпространение
Видът е разпространен в Бразилия.